# Charles (football, 1984)
Pour les articles homonymes, voir Charles.
Charles Dias de Oliveira, plus connu comme Charles, est un footballeur brésilien né le 4 avril 1984 à Belém au Brésil. Il joue au poste d'attaquant au Pontevedra CF.

## Biographie
Il commence à jouer au Brésil dans les clubs de Santos et Tuna Lusa avant de rejoindre le Portugal en 2001 où il est recruté par le Clube Desportivo Feirense. Il reste trois ans dans ce club. 
En 2004, Charles arrive au Pontevedra CF, club de deuxième division espagnole (Liga Adelante). En 2005, le club descend en troisième division (Segunda División B). Il défend les couleurs du club galicien pendant six saisons.
En 2010, il est recruté par le Cordoue CF, club de deuxième division. Il inscrit 15 buts lors de sa première saison avec Cordoue.
En 2012, Charles rejoint l'UD Almería. Il parvient à marquer 32 buts en 46 matchs de championnat et devient le meilleur buteur de deuxième division. Almería est promu en première division (Liga BBVA).
Le 24 juin 2013, le Celta de Vigo, club de première division, recrute Charles pour une indemnité de transfert d'un million d'euros.
Le 2 décembre 2013, Charles reçoit le Prix LFP de meilleur attaquant du championnat de D2 2012-2013.